# تورنجک
تورنجک (به انگلیسی: Tornjak)، نام یکی از نژادهای سگ است که خاستگاه آن به بوسنی و هرزگوین بازمی‌گردد.